# 形成層

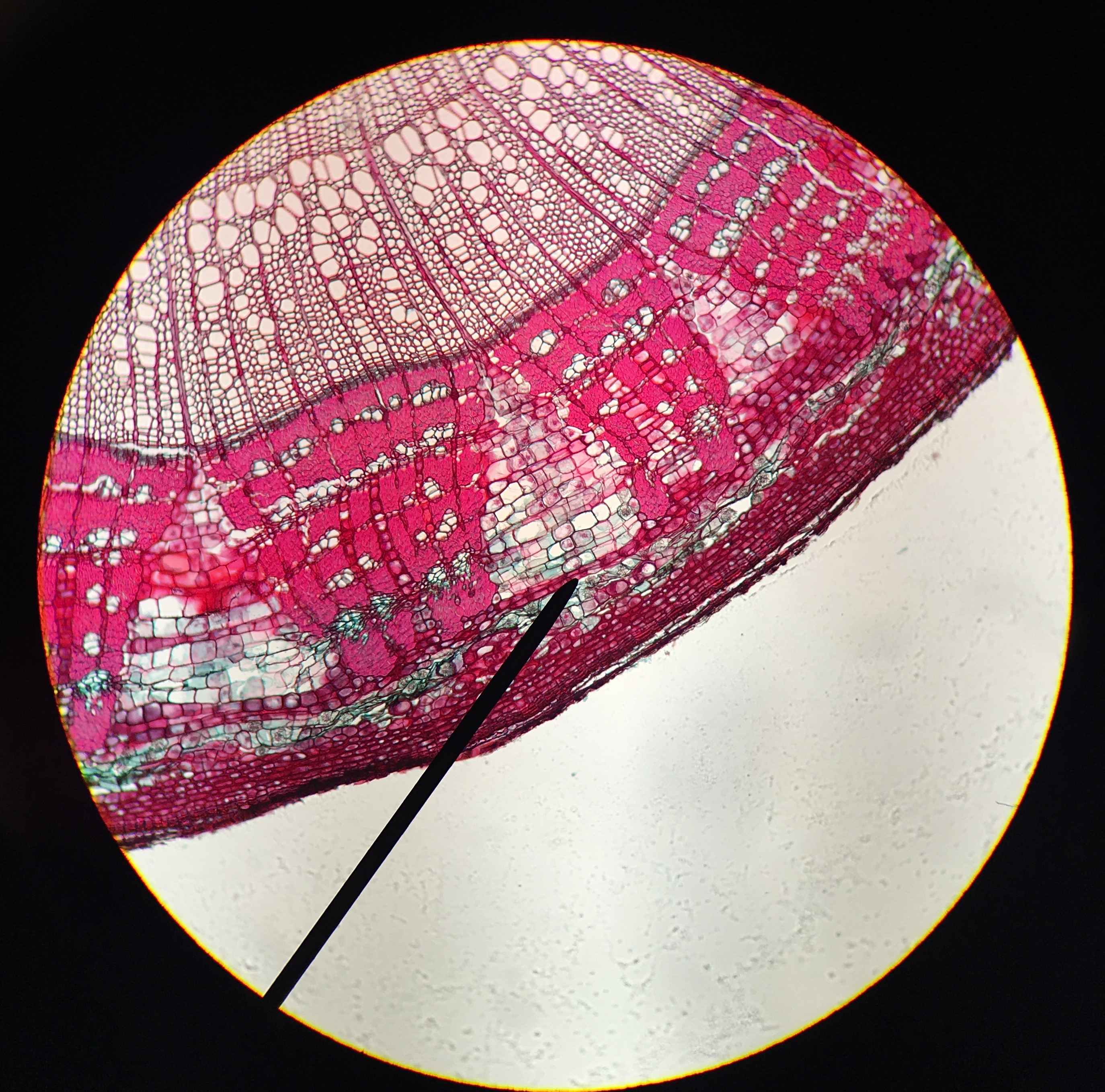
光学顕微鏡で観察したコルク形成層

形成層（けいせいそう、英: Cambium）とは、植物において、植物の成長に必要な部分的に未分化な細胞を提供する組織層のこと。木部と師部の間に存在する。また、師部、木部、またはコルクが分裂によって成長し、木本植物では二次的な肥厚をもたらす細胞性植物組織とも定義できる。これは細胞の平行な列を形成し、二次的な組織をもたらす。
植物にはいくつかの異なる種類の形成層がある。
- コルク形成層、多くの維管束植物に見られる表皮の一部としての組織。
- 維管束形成層、植物の維管束組織にある側方分裂組織。
- 片面形成層（英語版）、 これは最終的にこの形成層によって形作られる円柱の内側に細胞を生成する。

## 用途
形成層を食用と出来る木本植物は多い。しかし、木本植物の恒常性と成長において重要な役割を担っているため、形成層を一度に取り除かれすぎた植物は枯死にいたる可能性がある。形成層は概ね生食でも調理しても食べることができ、粉にしてパン作りに使用することもできる。
- バークブレッド - 形成層を使ったパン。
- クマハギ、シカハギ ‐ 熊や鹿が形成層を食べたあと[3]。